# 板垣康義
板垣 康義（いたがき やすよし、1955年2月25日 - ）は、日本の実業家。ジャックス代表取締役社長最高経営責任者兼最高執行責任者を経て、同社代表取締役会長最高経営責任者、日本クレジット協会副会長。

## 人物・経歴
山形県出身。1977年福島大学経済学部卒業。1979年ジャックス入社。1995年執行役員九州エリア本部長。2008年上席執行役員営業戦略本部営業企画統括。2010年取締役上席執行役員。2012年から代表取締役社長CEO兼COOを務め、錦織圭とスポンサー契約を結ぶなどした。2018年代表取締役会長CEO。2019年日本クレジット協会副会長。